# Мрувчево
Мрувчево (пол. Mrówczewo) — село в Польщі, у гміні Старожреби Плоцького повіту Мазовецького воєводства.
Населення — 39 осіб (2011).
У 1975-1998 роках село належало до Плоцького воєводства.

## Демографія
Демографічна структура станом на 31 березня 2011 року:
|          | Загалом | Допрацездатний вік | Працездатний вік | Постпрацездатний вік |
| -------- | ------- | ------------------ | ---------------- | -------------------- |
| Чоловіки | 21      | 2                  | 16               | 3                    |
| Жінки    | 18      | 1                  | 14               | 3                    |
| Разом    | 39      | 3                  | 30               | 6                    |